# الهداف (مسلسل)
الهداف هو مسلسل رسوم متحركة (أنمي) من إنتاج شركة إستديو بيرو اليابانية عام 1986-1987،
المسلسل مكون من 26 حلقة وهو من إخراج أكيرا سوغينو (Akira Sugino).

## القصة
مسلسل الهداف مقتبس من سلسلة مانغا للمؤلف الياباني نورياكي ناغاي نشرت بين عامي 1985 و1989 بعنوان: がんばれ！キッカーズ (غانباري كيكازو).
أحداث المسلسل هي عن الصبي «رامي» الذي قاد فريق كرة القدم بمدرسته «الكمال» إلى البطولات والفوز بعد أن كان مجرد فريق ضعيف لا يحقق أي انتصارات.
المسلسل من دبلجة أردنية

## الشخصيات
شخصيات أساسية
فريق الكمال:
رامي: قلب الهجوم (قام بأداء صوته إيمان هايل)
الكابتن أمين: حارس المرمى (قام بأداء صوته محمد حلمي)
هاني: هجوم (قام بأداء صوته ريم سعادة)
فاضل: جناح مهاجم
وائل: جناح مهاجم
جلال: وسط
بهاء: دفاع
عماد: دفاع
أسامة: وسط
بسام: دفاع (قام بأداء صوته سماح القسوس)
عادل: دفاع
زرزور: دفاع، احتياط (قام بأداء صوته ماهر خماش)
مدرسة النمور:
الكابتن علاء كابتن فريق النمور قام بأداء صوته الممثل السعودي خالد سامي
الانسة حنين أخت علاء (قام بأداء صوتها رندا زكريا)
الانسة منال أخت رامي (قام بأداء صوتها الممثلة المصرية وفاء مكي).
صياح الهادي المعلق على المباريات
المشجعات الثلاثة
المدرب راضي

## كلمات شارة البداية
أنا هداف أنا هداف.. يلمع مثل النجم الساطع.. أهدافي أحلى الأهداف.. وفريقي كالأمل الطالع.. أنا هداف أنا هداف.. أنا هداف أنا هداف
من يتدرب بإستمرار سوف يهز المرمى هز.. ومن يتسلح بالإصرار سوف يحق أروع فوز.. سوف يحقق أروع فوز.. أنا هداف.. أنا هداف
إهتف إهتف يا جمهور شدو العزم وشدو الهمة.. إهتف لفريق منصور يسعى قدما نحو القمة.. أنا هداف.. أنا هداف
نحن فريق عقد العزم ألا يهزم ألا يهزم.. حتى يصبح منذ اليوم نجم الكرة ونجم الملعب.. نجم الكرة ونجم الملعب..
أنا هداف أنا هداف..

## وصلات خارجية
- الهداف على موقع IMDb (الإنجليزية)
- الهداف على موقع ألو سيني (الفرنسية)
- الهداف على موقع قاعدة بيانات الفيلم (الإنجليزية)
- الهداف على موقع ANN anime (الإنجليزية)

 (بالإنجليزية)